# Petar Popović
Petar Popović   (Belgrad, 28 de juliol de 1979)  és una exjugador de bàsquet serbi que jugava a la posició de pivot.

## Biografia
Va jugar amb Spartak Subotica i Crvena zvezda abans de traslladar-se a l'Hemofarm. Amb ells va jugar les quatre temporades següents, i va guanyar la Lliga Adriàtica el 2005. L'agost de 2005 va fitxar per la central italiana Benetton Treviso. Amb ells va guanyar la Lliga italiana. Per a la temporada 2006-07 va tornar al Crvena zvezda.
El setembre del 2007 va tenir un judici amb el Joventut Badalona. Primer va signar un contracte d'un mes, però després va tornar a signar per a la resta de la temporada. Amb ells va guanyar la Copa ULEB i la Copa del Rei d'Espanya.
El setembre de 2008, va signar un contracte a curt termini amb Estudiantes, per substituir el lesionat Martin Rančík. Més tard va dimitir per la resta de la temporada. El juliol de 2009, va tornar a signar amb ells per una temporada més. El juliol de 2010, va signar un contracte d'un any amb l'equip rus Spartak de Sant Petersburg. Amb ells va guanyar la Copa de Bàsquet de Rússia. El setembre de 2011, va tornar per tercera vegada a Crvena zvezda, signant un contracte d'un any. Per a la temporada 2012-13 va signar amb Artland Dragons de la Bundesliga alemanya de bàsquet.
El juny de 2013, va signar un contracte d'un any amb Aliağa Petkim de la Lliga Turca de bàsquet. Els va deixar el gener de 2014. El març de 2014, va fitxar amb Metalac Valjevo per a la resta de la temporada.

###### Carrera a la selecció nacional
Popović va jugar a Sèrbia i Montenegro al Torneig Olímpic de Bàsquet de 2004 a Atenes.